# Mênfis
Mênfis (Men-nefer em egípcio; em árabe: ممفس; em árabe egípcio: ممفيس; em grego:  Μέμφις) era uma cidade do Antigo Egito, antiga capital de Aneb-Hetch, primeiro nomo do Baixo Egito. Suas ruínas localizam-se próximo à cidade atual de Heluã, ao sul da capital do país, Cairo.

## História
De acordo com a lenda narrada por Manetão, a cidade teria sido fundada pelo faraó Menés, por volta de 3 000 a.C. Capital do Egito durante o Império Antigo, continuou a ser uma cidade importante ao longo da história do Mediterrâneo. Os palácios eram edificados em Mênfis Ocupava uma posição estratégica, na embocadura no delta do Nilo; seu principal porto, Peru-nefer, abrigava diversas oficinas, fábricas e armazéns que distribuíam comida e mercadorias por todo o reino. Durante sua era de ouro, Mênfis floresceu como centro regional religioso e comercial.
Acreditava-se que Mênfis estava sob a proteção do deus Ptá, padroeiro dos artesãos. Seu grande templo, Hut-ka-Ptah ("Recinto do ka de Ptá"), era uma das estruturas mais destacadas da cidade. O nome do templo, transliterado para o grego como Aί γυ πτoς (Ai-gy-ptos) pelo historiador Manetão, seria a origem etimológica do nome atual do país nos idiomas ocidentais, Egito.
A história de Mênfis está fortemente ligada à do próprio país. Acredita-se que sua eventual queda estaria ligada à perda da importância econômica ocorrida na Antiguidade Tardia, que se seguiu à ascensão de Alexandria, no litoral. Sua importância religiosa também diminuiu com o abandono da religião egípcia antiga, ocorrida após o Édito de Tessalônica. As ruínas da antiga capital oferecem, nos dias de hoje, uma evidência fragmentária de seu passado magnífico. Vêm sendo preservadas, juntamente com o complexo das pirâmides em Gizé, como Patrimônio Mundial, desde 1979. O sítio está aberto ao público, na forma de um museu ao ar livre.

## Mitologia grega
Na mitologia grega, Mênfis foi fundada por Épafo, rei do Egito, casado com Mênfis, filha do Nilo.